# Frank Pickersgill
Pour les articles homonymes, voir Pickersgill.
Frank Pickersgill (28 mai 1915 - 14 septembre 1944) fut un agent secret canadien du Special Operations Executive pendant la Seconde Guerre mondiale. Envoyé en France en tant que chef du réseau ARCHDEACON en compagnie de son opérateur radio, John Macalister, il fut arrêté rapidement, déporté et exécuté par les Allemands.

## Identités
- État civil : Frank Herbert Dedrick Pickersgill
- Comme agent du SOE, section F :
  - Nom de guerre (field name) : « Bertrand »
  - Nom de code opérationnel : ARCHDEACON (en français ARCHIDIACRE)

Parcours militaire :
- Canadian Intelligence Corps (2 Intelligence Company)
- 9 novembre 1942 : SOE, section F ; grade : captain.

Pour accéder à des photographies de Frank Pickersgill, voir le paragraphe Sources et liens externes en fin d'article.

## Famille
- Ses parents : Frank Allan et Sara Cornelia (née Smith) Pickersgill (1877-1961), Vancouver, British Columbia, Canada.
- Son frère aîné : Jack Pickersgill, membre de la Chambre des Communes canadienne et ministre.

## Biographie
1915. Le 28 mai, naissance de Frank Pickersgill à Winnipeg, Manitoba, Canada.
Il obtient une licence d’anglais de l’Université du Manitoba et une maîtrise en lettres classiques de l’Université de Toronto.
1938. Il retourne en Europe et y travaille comme journaliste indépendant pour plusieurs journaux canadiens. Pendant son voyage, il rencontre Jean-Paul Sartre, dont il espère traduire l’œuvre en anglais ; mais la guerre imminente contrarie ce projet.
1939. Il entreprend de parcourir l'Europe à vélo. Il est arrêté.
1940. En juin, il est interné dans le camp de travail, caserne Saint-Denis.
1941. Il s’échappe en sciant les barreaux d’une fenêtre à l'aide de lames qui avaient été introduites dans des miches de pain.
Une fois en sécurité en Grande-Bretagne, Capitaine Pickersgill rejette une offre de travail de lecteur en droit à l'Université d'Ottawa. À la place, il demande à se voir confier une mission dans le Corps du Renseignement canadien nouvellement créé.
En raison de sa connaissance de l’allemand, du latin, du grec et surtout du français, il est amené à travailler en liaison étroite avec le SOE. Il est recruté par le SOE.
1943.
- Nuit 15/16 juin. En même temps qu’un ami canadien, John Macalister qui est l'opérateur radio du réseau ARCHDEACON qu'il vient établir et diriger (à partir du sous-réseau Gaspard III établi depuis deux mois dans les Ardennes et dans l'Aisne : Vervins, Hirson, Charleville-Mézières) , il est parachuté près de Meusnes, dans la vallée du Cher, au nord de Valençay. Les deux hommes sont récupérés par l’agent SOE Yvonne Rudellat et par le Français Pierre Culioli.

Les quatre restent quelques jours à Romorantin. On améliore les papiers de Pickersgill.
- 21 juin. Les quatre s'en vont en voiture à Beaugency, sur la Loire, pour prendre le train pour Paris, en vue de rencontrer les dirigeants du réseau Prosper-PHYSICIAN à la gare d'Austerlitz. À leur grande surprise, ils constatent la présence de nombreux militaires allemands au village de Dhuizon, en Sologne, où, vers 9 heures du matin, leur voiture est stoppée à un point de contrôle. Les deux Canadiens sont isolés et interrogés à la mairie[1].

1944.
- Mars. Pickersgill tente de s’échapper de la prison de Fresnes où ils sont incarcérés. Il attaque un garde avec une bouteille qui se trouvait là, et se jette lui-même par la fenêtre du deuxième étage. Il est atteint plusieurs fois pendant la tentative d’évasion. Il est finalement repris.
- Mai. Jack W. Pickrersgill, frère de Frank, plus proche collaborateur du premier ministre canadien Mackenzie King, accompagne celui-ci à Londres et est reçu par le colonel Buckmaster qui croit encore Frank à la tête de son réseau.
- 27 août. Il est expédié, avec les membres du groupe de Robert Benoist au camp de concentration de Buchenwald.
- 10 septembre. Frank Pickersgill est exécuté, pendu au crématoire, et son corps est incinéré.

## Reconnaissance

### Distinctions
- France : chevalier de la Légion d'honneur à titre posthume, 1950 ; Croix de guerre 1939-1945
- Royaume-Uni : Mention in Despatches

### Monuments
- En tant que l'un des 104 agents de la section F morts pour la France, Frank Pickersgill est honoré au mémorial de Valençay, Indre, France.
- Captain Frank Pickersgill est honoré au Mémorial de Groesbeek, panneau 11 du cimetière militaire canadien de Groesbeek , aux Pays-Bas.
- À Romorantin, un monument aux martyrs de la Résistance[2] est érigé, sur lequel figure le nom de Frank Pickersgill « Bertrand ».
- au camp de Buchenwald, une plaque, inaugurée le 15 octobre 2010, honore la mémoire des officiers alliés du bloc 17 assassinés entre septembre 1944 et mars 1945, notamment vingt agents du SOE, parmi lesquels figure « Pickersgill, Capt. F.H.D. ».
- L’Université de Toronto a nommé  un « Jardin Pickersgill-Macalister » sur le côté droit du monument « Tour des soldats ».

## Œuvres
- (en) The Pickersgill Letters, Toronto: Ryerson Press, 1948,  (ISBN 0-88780-123-4), comprend des lettres écrites par Frank Pickersgill pendant la période 1934-43. Réédition revue et augmentée, avec une nouvelle introduction par George H. Ford : The Making of a Secret Agent: Letters of 1934-1943 by Frank Pickersgill., McClelland & Stewart Limited, 1978. Paperback dans la collection « Goodread Biographies / Canadian Lives », James Lorimer, 1983.
- (en) Le livre de Charlotte Gray, Canada: A Portrait in Letters, 2004, incorpore deux de ses lettres envoyées à sa famille en 1939.

## Sources et liens externes
- Fiche Frank Pickersgill, avec photographies sur le site Special Forces Roll of Honour.
- Michael R. D. Foot, Des Anglais dans la Résistance. Le Service Secret Britannique d'Action (SOE) en France 1940-1944, annot. Jean-Louis Crémieux-Brilhac, Tallandier, 2008,  (ISBN 978-2-84734-329-8). Traduction en français par Rachel Bouyssou de (en) SOE in France. An account of the Work of the British Special Operations Executive in France, 1940-1944, London, Her Majesty's Stationery Office, 1966, 1968 ; Whitehall History Publishing, in association with Frank Cass, 2004. Ce livre présente la version officielle britannique de l’histoire du SOE en France.
- Libre Résistance, bulletin d’information et de liaison, anciens des Réseaux de la Section F du S.O.E. (Special Operations Executive), Amicale BUCK, numéro 17, 2e trimestre 2006, page 4.